# Hippolyte Gomot

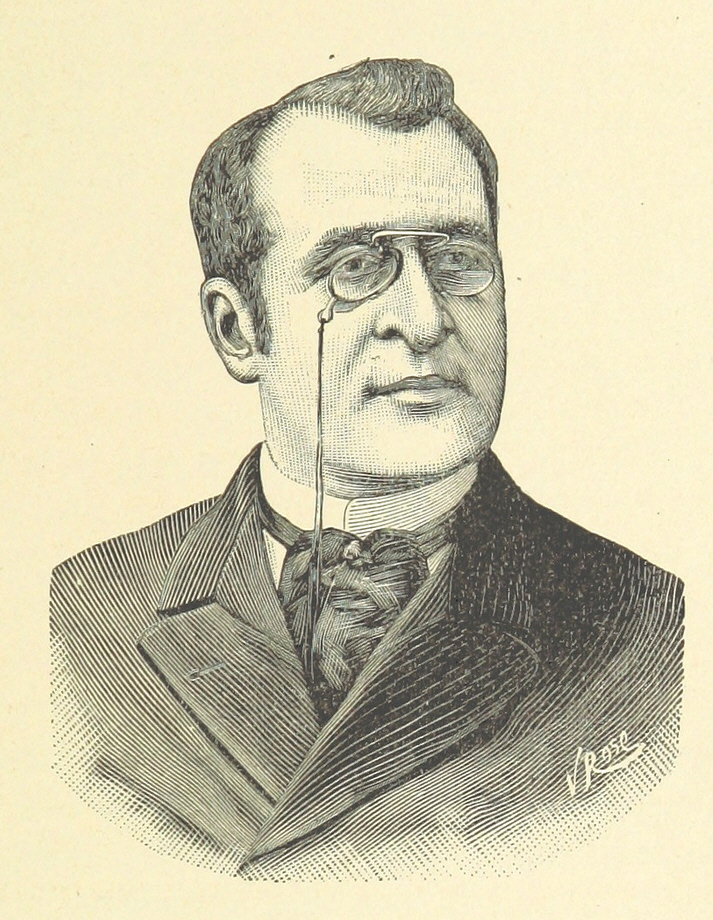
Hippolyte Gomot

Pierre Eugène Hippolyte Gomot (* 12. Oktober 1837 in Riom; † 8. November 1927 in Paris) war ein französischer Jurist und ein Politiker der Dritten Republik.

## Leben
Hippolyte Gomot war der Sohn von Martin Gilbert Gomot, Schreiber beim Friedensgericht, zugelassen am Handelsgericht, und Marie Anne Sophie Allary, die beide der Riomarer Bourgeoisie de robe angehörten. Er studierte zunächst am Collège in Riom. Nach seinem Abschluss in Jura wurde er 1860 Anwalt in Riom. Im Jahr 1870 wurde er zum Staatsanwalt in Riom ernannt. 1877 nahm er seine Tätigkeit als Anwalt wieder auf, blieb aber der Justizverwaltung als Ratsmitglied beim Cour d’appel (Berufungsgericht) erhalten.
Ab 1878 war er Stadtrat in Riom und Generalrat im Kanton Riom-Ouest. Von 1881 bis 1889 vertrat er das Département Puy-de-Dôme in der Abgeordnetenkammer. Dort gehörte er der Union républicaine an. Nach einem kurzen Zwischenspiel als Landwirtschaftsminister (Ende 1885 bis Anfang 1886) wurde er 1891 Senator; ein Amt, das er bis kurz vor seinem Tode innehatte.
Daneben war er als Journalist tätig. Er war politischer Direktor des Le Voltaire und schrieb auch für Le Temps und andere Zeitungen.
Er heiratete am 9. März 1896 Jeanne Marie Adrienne Crocq (1858–1925), die Witwe des Magistrats Pierre Marie Charles Alfred Mandet (1842–1895) Das Paar hatte keine Kinder. Er war Träger des Ordre du Mérite agricole.

## Werke
Gomot verfasste mehrere Werke zur Lokalgeschichte des Riom. Beispielsweise seien hier sein Werk zur Abteikirche Mozac und die Biographie zu Prosper Marilhat genannt. Eine ausführliche Werksliste findet sich im Weblink der Französischen Nationalbibliothek.